# Sigurðar saga þögla
Sigurðar saga þögla (o la saga de Sigurðr el Mudo) es una de las sagas caballerescas escrita en nórdico antiguo, y fechada hacia el siglo XIV. La trama se centra en la figura de una reina guerrera y el contenido está muy influenciado de otros relatos riddarsögur similares, con un sentido de humor poco habitual y ausente en otras fuentes. El prólogo de la saga también aparece como argumento en la saga de Göngu-Hrólfs. Se conservan unos 60 manuscritos lo que indica que fue un relato bastante popular en su tiempo.

## Traducción al español
- García Pérez, R. (2017): Sagas caballerescas islandesas. Saga de Mírmann. Saga de Sansón el Hermoso. Saga de Sigurðr el Mudo, Madrid, Miraguano ediciones. ISBN 978-84-7813-467-0